# Canadian Solar
Canadian Solar Inc. es una compañía canadiense y china dedicada a la fabricación de productos de energía solar, cotizada en el NASDAQ. Fabrica módulos solares y sistemas de energía solar fotovoltaica.

## Historia de la compañía
Fundada en 2001 en Canadá, Canadian Solar (NASDAQ: CSIQ) opera como proveedor de energía global con filiales empresariales en 20 países en 6 continentes. Además fabrica módulos fotovoltaicos y provee soluciones de energía solar. Con instalaciones en Ontario (Canadá), Canadian Solar emplea más de 7.500 trabajadores en todo el mundo. Su cartera de pedidos supera los 12 GW, lo que equivale a más de 30 millones de módulos en los últimos 14 años.

## Fabricación
Las instalaciones de Canadian Solar están integradas verticalmente para la fabricación de lingotes, obleas, células solares, módulos solares, sistemas fotovoltaicos y productos solares especializados.
La mayor parte de las instalaciones de producción de Canadian Solar están localizadas en China. En 2011, la empresa también empezó fabricar en una planta en Ontario, Canadá. La planta de Ontario cuenta con una capacidad de producción por encima de 500 MW al año.
Canadian Solar aprobó el estándar internacional OHSAS 18001 acerca de la seguridad y salud ocupacionales tras ser auditado por TUV Rheinland en 2012.